# Абезь
66°31′21″ пн. ш. 61°45′42″ сх. д. / 66.52250° пн. ш. 61.76167° сх. д.
Абезький табір — політичний концентраційний табір у системі ІнтЛАГ НКВС СРСР. Місце дислокації — Комі АРСР (тепер район м. Інта Республіки Комі). Створено в 1932-му на правому березі р. Уса, де будувалася залізнична лінія «Москва — Воркута».

## Історія
Табір Абезь був розташований неподалік від Полярного кола, на місці однойменного комі хутора (з комі мови — «нечепура»). Табір мав статус перевалочного пункту Ухтпечлаґу в селі Стара Абезь. До кінця вересня 1936 належав до Воркутинського Рудника шахти № 1/2.
Абезький перевалочний пункт мав дві зони — чоловічу й жіночу, сезонні «командировки». Спеціалізація до Другої світової війни — лісовий та кар'єрний промисел. З 1938 — у складі Сєвжелдорлаґу, тоді ж кількість в'язнів збільшилася до 20,000 чол. Їх примушували до будівництва головної траси Північної магістралі. З 1940 в Абезі штаб Північно-Печорського виправо-трудового табору (рос. — ИТЛ), з 1950 — Сєвжелдорстрой.
Після війни — санітарно-епідеміологічний профіль, фактично ГУЛАГівський «госпіс» — місце, куди переправляли непрацездатних в'язнів помирати. Цим пояснюються великі розміри таборових цвинтарів.

## Персоналії
З-поміж в'язнів — відомі російські вчені, діячі єврейського національного руху. Але найбільша зеківська громада — українська. У концтаборі закатовано до 800 українців, зокрема це Володимир Ваврик, посол УНР Іван Фещенко-Чопівський, єпископ Григорій (Лакота), Олексій Каленчук, о. Микола Топорівський, д-р Сергій Наклович тощо.

## Пам'ять
У селищі Абезь на початку 1990-их Віктор Ложкін створив меморіальний музей концтабору Абезь. Із воркутинського МВС РФ отримано списки 2500 в'язнів, 100 з них — іноземні громадяни. Зібрано картотеку на 300 політичних зеків Абезьського табору. Представлено речові докази нелюдських умов утримання в'язнів.
В Україні професійно досліджує історію концтабору Абезь Львівське пошукове товариство. Його силами здійснено низку експедицій до табору, встановлюються і освячуються хрести. Тут же проведено ексгумацію решток греко-католицького єпископа Григорія Лакоти, якого канонізовано РКЦ. Адреса товариства «Меморіал» у селі Абезь.
Відомі цвинтарі в'язнів «Севжелдорлаг», «Воркутлаг», «Ухтпечлаг», «Интлаг», «Минлаг». Частину українських могил впорядковано львівським товариством «Пошук».